# Udea paghmanalis
Udea paghmanalis is een vlinder uit de familie van de grasmotten (Crambidae), uit de onderfamilie van de Spilomelinae. De wetenschappelijke naam van deze soort is voor het eerst voorgesteld als Oeobia paghmanalis door Hans Georg Amsel in een publicatie uit 1970.
De soort komt voor in Afghanistan.